# 460 aC
L'any 460 aC va ser un any del calendari romà prejulià. Durant la República Romana es coneixia com l'Any del consolat de Claudi Sabí i Valeri Publícola, o, de vegades, any 294 Ab urbe condita o de la fundació de Roma. La denominació 460 aC per a aquest any s'ha emprat des de l'edat mitjana, quan el calendari Anno Domini va ser el mètode més usat a Europa per a anomenar els anys.

## Esdeveniments

#### Grècia
- Inici de la Primera Guerra del Peloponnès. Es va lliurar entre Esparta com a dirigent de la Lliga del Peloponnès i els altres aliats d'Esparta, sobretot Tebes, contra la Lliga de Delos, dirigida per Atenes, amb el suport d'Argos. Va començar amb la batalla d'Ènoe, on les forces espartanes van ser derrotades per les de l'aliança dels atenesos i els argius.[2]

#### Imperi Persa
- Egipte es va revoltar contra l'Imperi Aquemènida sota la direcció del libi Inaros, i Artaxerxes I de Pèrsia va enviar a Aquemenes a aquell país per sufocar la revolta però va ser derrotat i mort en la batalla de Papremis, a les costes del riu Nil pels rebels egipcis dirigits per Inaros el mateix any 460 aC.[3]

#### Roma
- Gai Claudi Sabí Regil·lense i Publi Valeri Publícola són elegits cònsols. A la mort de Valeri Publícola va ser nomenat cònsol sufecte Luci Quinti Cincinnat.[4]

#### Sicília
- Cartago s'annexiona Sicília amb ajuda de mercenaris.[5]

### Cultura
- La construcció del complex cerimonial d'Apadana (sala de l'audiència de Darios I el Gran i Xerxes I) a Persèpolis és acabada.[6]

- Èsquil culmina l'Orestea, trilogia teatral formada per Agamèmnon, Les Coèfores i Les eumènides.[7]

## Naixements
- Demòcrit, filòsof grec. (Mort en el 370 aC).[8]
- Hipòcrates, metge grec en honor del qual es fa el jurament hipocràtic. (Mort en el 370 aC).[9]
- Tucídides, historiador grec (data aproximada). (Mort en el 400 aC).[10]

## Necrològiques
- Aquemenes, governador d'Egipte.[11]
- Publi Valeri Publícola, cònsol romà d'aquell any. Va morir durant la reconquesta de l'edifici del Capitoli que havia caigut a mans del cap revolucionari Appi Herdoni.[12]
- Temístocles, polític i estrateg grec. (Neix el 525 / 514 aC) (data probable).[13]